# Φ29-DNA-Polymerase
Die φ29-DNA-Polymerase ist ein Enzym aus der Gruppe der DNA-Polymerasen und wird vom Bakteriophagen φ29 gebildet.

## Eigenschaften
Als DNA-Polymerase des Typs B verlängert sie DNA-Sequenzen am 3′-Ende, wenn sie als DNA-Doppelstrang vorkommen und nach dem 3'-Ende mindestens ein Einzelstrang als Matrize vorliegt. Sie dient dem Phagen zur DNA-Replikation des viralen Genoms. Bei ringförmiger DNA wie Plasmiden erfolgt eine rolling circle replication. Bei der Replikation bildet die φ29-DNA-Polymerase ein Heterodimer mit dem Primer Terminal Protein (TP) und bindet an den Replikationsursprung an einem der beiden 5'-Enden der Phagen-DNA. Die Hydroxygruppe des Serins an der Position 232 dient als Primer. φ29-DNA-Polymerase besitzt drei Enzymaktivitäten: DNA-Replikation, Desoxynukleotidylierung des TP mit Desoxy-Adenosinmonophosphat über einen Phosphorsäureester-Übergangszustand und eine 3′→5′-Exonuklease des Typs II zur Fehlerkorrektur (proof-reading). Während die Exonuklease für eine geringe Fehlerrate während der Synthese sorgt, ist die Bindung des TP und der Beginn der Synthese vergleichsweise fehlerhaft. Sie beginnt bei der zweiten Thyminbase und gleitet dann ein paar Basen zurück. Die φ29-DNA-Polymerase ist strangversetzend, wodurch eine Synthese auch an einem Doppelstrang erfolgen kann. Das Leucin an der Position 384 ist an der Spezifität der Bindung von Desoxynukleotiden beteiligt. Tyrosine an den Positionen 226 und 390 sind an der Translokation entlang der Matrize beteiligt. Die Φ29-DNA-Polymerase besitzt eine höhere Affinität zu einzelsträngiger als zu doppelsträngiger DNA. Die Tyrosine an den Positionen 256 und 390 bewirken eine Erhöhung der Affinität der Nukleotidbindung. Das Tyrosin an der Position 59, das Histidin an der Position 61 und ein Phenylalanin an der Position 69 dienen der DNA-Bindung der Exonuklease. Die φ29-DNA-Polymerase ist keine thermostabile DNA-Polymerase.
Die Φ29-DNA-Polymerase katalysiert die Reaktion:
Desoxynukleosidtriphosphat + DNA(n) {\displaystyle \rightleftharpoons } Diphosphat + DNA(n+1)

## Anwendungen
Die φ29-DNA-Polymerase wird in der Biochemie zur isothermen DNA-Amplifikation eingesetzt, z. B. beim Gibson Assembly. Eine thermostabile Alternative ist das bei 65 °C thermostabile große Fragment der Bst-DNA-Polymerase aus Bacillus stearothermophilus.
Die Φ29-DNA-Polymerase wird zur Kopie von Genomen eingesetzt (Genomamplifikation, engl. whole genome amplification, WGA), da sie eine hohe Prozessivität, eine geringe Fehlerrate (wegen proof reading), einen geringen bias besitzt und weil sie lange DNA-Fragmente über 10kb und eine höhere Produktkonzentration als thermostabile DNA-Polymerasen erzeugt. Als isothermale Methode wird zudem kein Thermocycler benötigt, als Primer werden bei der WGA oftmals zufällige Nukleotid-Hexamere verwendet.